# Sangue del Redentore (Giovanni Bellini)
Il sangue del Redentore è un dipinto di Giovanni Bellini. Eseguito probabilmente tra il 1460 e il 1465, è conservato nella National Gallery di Londra.

## Descrizione
In questo dipinto di età giovanile Cristo è rappresentato dopo la crocifissione, in veste di redentore. Un angelo raccoglie il suo sangue con un calice simile a quelli usati per la messa, e si ritiene infatti che la tavola fosse originariamente l'anta di un tabernacolo. I bassorilievi dal gusto classico sulla balaustra potrebbero avere un significato in relazione all'opera o al suo contesto ma non sono state avanzate teorie in merito. Le chiazze visibili dietro la figura di Gesù erano originariamente delle nuvole con angeli, ma questi sono stati rimossi in epoca successiva per motivi non noti.